# 三田洞站
三田洞站（日语：／ Mitahora eki */?）是位於岐阜縣岐阜市，名古屋鐵道高富線的鐵道車站（廢站）。
此站最接近法華寺（三田洞弘法）。許多乘客於此站下車前往該處。

## 歷史
在1913年，高富線的前身長良輕便鐵道路線開通，此站啟用。當初站名為土橋站（日语：／），在翌年改名為三田洞站，同時原本名為三田洞站改名為上岩崎站（而該上岩崎站在1938年廢除）。在車站啟用當初設有職員當值。在戰後不久成為無人車站。高富線在戰後由於開始機動化，加上高富線的運輸能力比巴士弱，因此在1960年全線廢除，此站也同時廢除。
- 1913年（大正2年）12月25日 - 長良輕便鐵道長良北町站至高富站之間開通，土橋站啟用[3][4][5][6]。
- 1914年（大正3年）9月18日 - 車站改名為三田洞站。同時三田洞站（第一代）改名為上岩崎站（在官報上的發布日期）[7][6]。
- 1915年（大正4年）11月20日 - 長良輕便鐵道與美濃電氣軌道（日语：美濃電気軌道）市內線互相連接。在11月26日起開始直通運輸[4]。
- 1920年（大正9年）9月10日 - 長良輕便鐵道合併至美濃電氣鐵道，成為美濃電氣鐵道高富線的車站[4]。
- 1930年（昭和5年）8月20日 - 美濃電氣軌道與名古屋鐵道（第一代。同年中改名為名岐鐵道，在1935年起再改名為名古屋鐵道）合併。成為名古屋鐵道高富線的車站[4]。
- 1948年（昭和23年）11月1日前 - 車站無人化[8]。
- 1956年（昭和31年）7月22日 - 新增列車交會設備（新設側線）[4]。
- 1960年（昭和35年）4月22日 - 隨著高富線全線廢除，此站也被廢除[4]。

## 車站構造
截至車站廢除前，此站是地面車站，設有1面2線的島式月台。此站可進行列車交會。而通常高富線列車會在此站進行列車交會。

## 相鄰車站
名古屋鐵道
高富線
戶羽川－三田洞－粟野
- 在1938年前，此站與鄰站戶羽川站之間曾經設有上岩崎站（日语：／）。

## 注腳